# アルペトラギウス
アルペトラギウス（羅: Alpetragius）またはビトルージー（阿: Biṭrūjī 、生年不明 - 1204年）は、中世イスラム世界の天文学者、哲学者である。現在のモロッコで生まれた。セビリャやアンダルシアに住んだ。

## 概要
イブン・トファイルの弟子となり、イブン＝ルシュドと同時代の学者である。プトレマイオスの宇宙体系を否定した惑星の運動の理論 Kitab-al-Hay’ah（Arabic,كتاب الحياة）を著した。これは、主にプトレマイオス理論への自然学的な疑義に基づくもので、観測事実に基づく部分は小さく、精度ではむしろ劣る。彼の理論は、アリストテレスやエウドクソスと同様、ある種の同心球体説、つまり地球を中心とした透明な天球に天体が張り付き、その天球が一定の速度で回転する。しかし、いくつもの重要な点で彼の理論はこれらの先人と異なり、またエウドクソスの理論の数理が当時のアンダルシアで知られていたかどうかも明らかではない。むしろ、天球の回転軸の動きはザルカーリーの恒星の理論に近い。
これはMoses Ben Tibbonによってヘブライ語に訳された。後マイケル・スコットによってヘブライ語からラテン語に訳され、13世紀の前半においては広い関心をよんだ。例えば、ロジャー・ベーコンなどは彼の説に好意的だった。だが、大勢は観測との不整合などを理由に、プトレマイオス理論の受容に向かった。ただその後も、折に触れてアルペトラギウスの同心球体説への関心は呼び覚まされる。例えば、レギオモンタヌスも批判をしながらも影響を受ける。コペルニクス『天球の回転』でも第1巻10章で惑星の配列の順序が引用されている。1529年には Calo Calonymus ben Davidによって新たなラテン語訳が作られ2年後に Sphaerae tractatusに組み込まれて出版された。ティコ・ブラーエのウラニボリの仕事場には、プトレマイオス、コペルニクススなどと並んでアルペトラギウスの肖像画が飾られた。
月のアルペトラギウス・クレーターに命名された。